# 诺曼·雅罗西克
诺曼·C·雅罗西克（英語：Norman C. Jarosik，？—），美国物理学家和天体物理学家，威尔金森微波各向异性探测器（WMAP）团队成员，研究领域为宇宙微波背景（CMB）。
2018年，他与查尔斯·本内特，加里·欣肖，小莱曼·佩吉，戴维·斯伯格以及威尔金森微波各向异性探测器团队获得了基础物理学突破奖。